# Amphiute lepadiformis
Amphiute lepadiformis är en svampdjursart som beskrevs av Borojevic 1967. Amphiute lepadiformis ingår i släktet Amphiute och familjen Grantiidae.
Artens utbredningsområde är havet kring Nya Kaledonien. Inga underarter finns listade i Catalogue of Life.